# Bill Haley/Diskografie
Diese Diskografie ist eine Übersicht über die musikalischen Werke des Rock-’n’-Roll-Musikers Bill Haley. Sie zeigt eine Übersicht über die gesamten US-Veröffentlichungen sowie über den relevanten Teil der europäischen Veröffentlichungen.

## Alben

### Studioalben
„Best-of“-Alben und Wiederveröffentlichungen sind nicht enthalten. Zudem sind nur Veröffentlichungen in den USA und in Mexiko aufgelistet, da europäische Alben nicht von Relevanz sind.

#### USA
| Jahr                 | Titel                                                                         | Katalog-Nr.   |
| Essex Records        | Essex Records                                                                 | Essex Records |
| -------------------- | ----------------------------------------------------------------------------- | ------------- |
| 1954                 | Rock with Bill Haley and the Comets                                           |               |
| Decca Records        |                                                                               |               |
| 1955                 | Shake, Rattle and Roll                                                        | 5560          |
| 1956                 | Rock Around the Clock                                                         | 8225          |
| 1956                 | Rock and Roll Stage Show                                                      | 8345          |
| 1957                 | Rockin’ the Oldies                                                            | 8569          |
| 1958                 | Rockin’ Around the World                                                      | 8692          |
| 1958                 | Rockin’ the Joint                                                             | 8775          |
| 1959                 | Bill Haley’s Chicks                                                           | 8821 / 78821  |
| 1960                 | Strictly Instrumental                                                         | 8964 / 78964  |
| Warner Bros. Records |                                                                               |               |
| 1960                 | Bill Haley and his Comets                                                     | 1379          |
| 1960                 | Bill Haley’s Juke Box                                                         | 1391          |
| Guest Star Records   |                                                                               |               |
| 1964                 | Rock Around the Clock King                                                    | 1454          |
| 1964                 | Trini Lopez-Scott Gregory (mit Trini Lopes unter dem Pseudonym Scott Gregory) | 1499          |
| Milan Records        |                                                                               |               |
| 1968                 | Rock Around the Clock – The Sonet Sessions                                    | A100161       |
| Kama Sutra Records   |                                                                               |               |
| 1970                 | Bill Haley’s Scrapbook                                                        | 2014          |
| Crescendo Records    |                                                                               |               |
| 1973                 | Rock’n’Roll                                                                   | 2077          |
| 1976                 | Rock Around the Country                                                       | 2097          |
| Springboard Records  |                                                                               |               |
| 1977                 | Greatest Hits Live in London                                                  | SPB4066       |

#### Mexiko
| Jahr           | Titel             | Katalog-Nr.    |
| Orfeon Records | Orfeon Records    | Orfeon Records |
| -------------- | ----------------- | -------------- |
| 1964           | Surf! Surf! Surf! | 12354          |
| 1965           | Whisky a Go Go    | 12478          |

### EPs
Aufgeführt sind nur US-Veröffentlichungen, da EP-Erscheinungen in Europa oder Südamerika nicht von Relevanz sind.
| Jahr             | Titel | Katalog-Nr.                                                 |
| Essex Records    | Essex Records | Essex Records                                               |
| ---------------- | --- | ----------------------------------------------------------- |
| 1954             | - Rock the Joint - Rockin Chair on the Moon - Crazy Man, Crazy - Pat-a-Cake                                                                                   | 102 Bill Haley’s Dance Party                                |
| 1954             | - Real Rock Drive - Live It Up! - Farewell, So Long, Goodbye - Fractured                                                                                      | 117 For Your Dance Party                                    |
| 1954             | - Stop Beatin’ Round the Mulberry Bush - I’ll Be True - Wat’cha Gonna Do - Juke Box Cannon Ball                                                               | 118 For Your Dance Party                                    |
| 1954             | - Dance with a Dolly - Rocket 88 - Chattanooga Choo Choo - Green Tree Boogie                                                                                  | 119 For Your Dance Party                                    |
| Decca Records    | |                                                             |
| 1956             | - Shake, Rattle and Roll - A.B.C. Boogie - (We’re Gonna) Rock Around the Clock - Thirteen Women (and Only One Man in Town)                                    | ED2168 Shake, Rattle and Roll                               |
| 1956             | - Dim, Dim the Lights (I Want Some Atmosphere) - Happy Baby - Mambo Rock - Birth of the Boogie                                                                | ED2209 Dim, Dim the Lights                                  |
| 1956             | - Razzle-Dazzle - Two Hound Dog - Burn that Candle - Rock-a-Beatin’ Boogie                                                                                    | ED2322 Rock ’n Roll                                         |
| 1956             | - See You Later, Alligator - R-O-C-K - The Saints Rock ’n Roll - Burn that Candle                                                                             | ED2398 Music for the Boy Friend: He Digs Rock ’n Roll       |
| 1956             | - Calling All Comets - Rockin’ Through the Rye - Hook, Line and Sinker - Rudy’s Rock                                                                          | ED2416 Rock’n Roll Stage Show, Part 1                       |
| 1956             | - Choo Choo Ch'Boogie - Hide and Seek - A Rocking Little Tune - Blue Comet Blues                                                                              | ED2417 Rock’n Roll Stage Show, Part 2                       |
| 1956             | - Hey Then, There Now - Goofin’ Around - Hot Dog Buddy Buddy - Tonight’s the Night                                                                            | ED2418 Rock’n Roll Stage Show, Part 3                       |
| 1957             | - The Dipsy Doodle - Miss You - Carolina in the Morning - Is It True What They Say About Dixie?                                                               | ED2532 Rockin’ the Oldies                                   |
| 1957             | - One Sweet Letter from You - Please Don’t Talk About Me When I’m Gone - In Apple Blossom Time - Somebody Else is Taking My Place                             | ED2533 Rock’n’Roll Party                                    |
| 1957             | - Moon Over Miami - Ain’t Misbehavin’ (I’m Savin’ All My Love for You) - You Can’t Stop Me from Dreaming - I’m Gonna Sit Right Down and Write Myself a Letter | ED2534 Rockin’ and Rollin’                                  |
| 1958             | - Me Rock a Hula - Wooden Shoe Rock - Oriental Rock - Rockin’ Matilda                                                                                         | ED2564 Rockin’ Around the World                             |
| 1958             | - Piccadilly Rock - Vive la Rock and Roll - Come Rock with Me - Rockin’ Rollin’ Schnitzlebank                                                                 | ED2576 Rockin’ Around Europe with Bill Haley and his Comets |
| 1958             | - Pretty Alouette (Be My Only One) - Rockin’ Rita - El Rocko - Jamaica, D.J.                                                                                  | ED2577 Rockin’ Around the Americas                          |
| 1959             | - New Rock the Joint - Move It on Mover - Rock Lomond - It’s a Sin                                                                                            | ED2615 Rockin’ the Joint                                    |
| 1959             | - Rip It Up - The Beak “Speaks” - Sway with Me - Forty Cups of Coffee                                                                                         | ED2616 Rip It Up                                            |
| 1959             | - Whoa Mabel! - Ida, Sweet as Apple Cider - Eloise - Dinah | ED2638 / 72638 Bill Haley’s Chicks                          |
| 1959             | - Joey’s Song - Ooh! Look-a-There, Ain’t She Pretty - Caldonia - Shaky                                                                                        | ED2670 / ED72670 Bill Haley and his Comets                  |
| 1959             | - Strictly Instrumental - Skokiaan (South African Song) - Mack the Knife - In a Little Spanish Town                                                           | ED2671 / ED 72671 Strictly Instrumental                     |
| Somerset Records | |                                                             |
| 1958             | - Watcha Gonna Do - Fractured - Real Rock Drive - I’ll Be True to You                                                                                         | EX-4600 Rock with Bill Haley                                |
| Claire Records   | |                                                             |
| 1979             | - All I Need Is Some More Lovin’ - Trouble in Mind - Life of the Party - I Should Write a Song About You                                                      | 4779                                                        |
| Arzee Records    | |                                                             |
| 1979             | - Why Do I Cry Over You - Ten Gallon Stetson - This World of Mine - Much Older and Wise                                                                       | RZ-137                                                      |

## Singles

### USA

#### Original veröffentlichte Titel
Die Tonträger erschienen in den folgenden Zeiträumen unter diesen Namen:
- Cowboy 1201 – Cowboy 1202: Bill Haley and the 4 Aces of Western Swing
- Keystone 5101 – Essex 305: Bill Haley with the Saddlemen
- Essex 310 – Essex 332: Bill Haley with Haley’s Comets
- Essex 340 – Gone 5116: Bill Haley and his Comets
- ab Newtown 5013: Bill Haley, Bill Haley and the Comets

| Jahr                      | Titel (A-Seite / B-Seite)                                                              | Katalog-Nr.    |
| Cowboy Records            | Cowboy Records                                                                         | Cowboy Records |
| ------------------------- | -------------------------------------------------------------------------------------- | -------------- |
| 1948                      | Four Leaf Clover Blues / Too Many Parties and Too Many Pals                            | CR-1201        |
| 1948                      | Candy Kisses / Tennessee Border                                                        | CR-1202        |
| 1950                      | My Sweet Little Girl from Nevada / My Palomino and I                                   | CR-1701        |
| Center Records            |                                                                                        |                |
| 1949                      | Stand Up and Be Counted / Loveless Questions                                           | 102            |
| Keystone Records          |                                                                                        |                |
| 1950                      | Deal Me a Hand / Ten Gallon Stetson                                                    | 5101           |
| 1950                      | Susan Van Dusan / I’m Not to Blame                                                     | 5102           |
| Atlantic Records          |                                                                                        |                |
| 1950                      | I’m Gonna Dry Ev’ry Tear with a Kiss / Why Do I Cry Over You?                          | 727            |
| Holiday Records           |                                                                                        |                |
| 1951                      | Rocket 88 / Tearstains on My Heart                                                     | 105            |
| 1951                      | Green Tree Boogie / Deep Down In My Heart                                              | 108            |
| 1951                      | Pretty Baby / I’m Crying                                                               | 110            |
| 1951                      | A Year Ago This Christmas / I Don’t Want to Be Alone for Christmas                     | 113            |
| 1952                      | Sundown Boogie / Juke Box Cannonball                                                   | 113            |
| Essex Records             |                                                                                        |                |
| 1952                      | Rock the Joint / Icy Heart                                                             | 303            |
| 1952                      | Rocking Chair on the Moon / Dance with a Dolly (With a Hole In Her Stockin’)           | 305            |
| 1952                      | Real Rock Drive / Stop Beatin’ Round the Mulberry Bush                                 | 310            |
| 1953                      | Crazy Man, Crazy / Whatcha Gonna Do                                                    | 321            |
| 1953                      | Pat-a-Cake / Fractured                                                                 | 327            |
| 1953                      | Live It Up! / Farewell-So Long-Good-bye                                                | 332            |
| 1953                      | I’ll Be True / Ten Little Indians                                                      | 340            |
| 1954                      | Straight-Jacket / Chattanooga Choo-Choo                                                | 348            |
| 1954                      | Juke Box Cannon Ball / Sundown Boogie                                                  | 374            |
| 1954                      | Green Tree Boogie / Rocket "88"                                                        | 381            |
| 1955                      | Farewell – So Long – Good-Bye / Rock the Joint                                         | 399            |
| Trans-World               |                                                                                        |                |
| 1953                      | Yes, Indeed / Real Rock Drive                                                          | 718            |
| Decca Records             |                                                                                        |                |
| 1954                      | Thirteen Women (And Only One Man in Town) / (We’re Gonna) Rock Around the Clock        | 9-29124        |
| 1954                      | Shake, Rattle and Roll / A.B.C. Boogie                                                 | 9-29204        |
| 1954                      | Dim Dim the Lights (I Want Some Atmosphere) / Happy Baby                               | 9-29317        |
| 1955                      | Mambo Rock / Birth of the Boogie                                                       | 9-29418        |
| 1955                      | Two Hound Dogs / Razzle-Dazzle                                                         | 9-29552        |
| 1955                      | Burn that Candle / Rock-a-Beatin’ Boogie                                               | 9-29713        |
| 1955                      | See You Later, Alligator / The Paper Boy (On Main Street, U.S.A.)                      | 9-29791        |
| 1956                      | The Saints Rock ’n Roll / R-O-C-K                                                      | 9-29870        |
| 1956                      | Hot Dog Buddy Buddy / Rockin’ Through the Rye                                          | 9-29948        |
| 1956                      | Rip It Up / Teenager’s Mother (Are You Right?)                                         | 9-30028        |
| 1956                      | Blue Comet Blues (Instr.) / Rudy’s Rock (Instr.)                                       | 9-30085        |
| 1957                      | Forty Cups of Coffee / Hook, Line and Sinker                                           | 9-30214        |
| 1957                      | (You Hit the Wrong Note) Billy Goat / Rockin’ Rollin’ Rover                            | 9-30314        |
| 1957                      | The Dipsy Doodle / Miss You                                                            | 9-30394        |
| 1957                      | Rock the Joint / How Many                                                              | 9-30461        |
| 1957                      | Mary, Mary Lou / It’s a Sin                                                            | 9-30530        |
| 1958                      | Skinny Minnie / Sway with Me                                                           | 9-30592        |
| 1958                      | Lean Jean / Don’t Nobody Move                                                          | 9-30681        |
| 1958                      | Whoa Mabel! / Chiquita Linda (Un Poquito De To Amore?)                                 | 9-30741        |
| 1958                      | Corrine, Corrina / B.B. Betty                                                          | 9-30781        |
| 1959                      | I Got a Woman / Charmaine                                                              | 9-30844        |
| 1959                      | Where’d You Go Last Night / (Now and Then There’s) A Fool Such As I                    | 9-30873        |
| 1959                      | Caldonia / Shaky (Instr.)                                                              | 9-30926        |
| 1959                      | Ooh! Look-a-There, Ain’t She Pretty / Joey’s Song                                      | 9-30956        |
| 1959                      | Skokiaan (South African Song) (Instr.) / Puerto Rican Peddler (Instr.)                 | 9-31030        |
| 1960                      | Strictly Instrumental (Instr.) / (Put Another Nickel in) Music! Music! Music! (Instr.) | 9-31080        |
| 1964                      | The Green Door / Yeah, She’s Evil                                                      | 31650          |
| 1964                      | Skinny Minnie / Lean Jean                                                              | 25650          |
| 1969                      | The Green Door / Corrine, Corrina                                                      | 725751         |
| Warner Bros. Records      |                                                                                        |                |
| 1960                      | Candy Kisses / Tamiami (Instr.)                                                        | 5145           |
| 1960                      | Hawk / Chick Safari                                                                    | 5154           |
| 1960                      | Let the Good Times Roll, Creole / So Right Tonight                                     | 5171           |
| 1961                      | Flip, Flop and Fly / Honky Tonk (Instr.)                                               | 5228           |
| 1968                      | Rock Around the Clock / Shake, Rattle and Roll                                         | 7124           |
| Gone Records              |                                                                                        |                |
| 1961                      | Spanish Twist / My Kind of Woman                                                       | 5111           |
| 1961                      | Riviera / War Paint                                                                    | 5116           |
| Logo Records              |                                                                                        |                |
| 1961                      | Yakety Sax / B-Seite von Boots Randolph                                                | 7005           |
| 1961                      | A.B.C. Boogie / B-Seite von einem anderen Künstler                                     | 7006           |
| Newtown Records           |                                                                                        |                |
| 1963                      | Tenor Man / Up Goes My Love                                                            | 5013           |
| 1963                      | Dance Around the Clock / What Can I Say                                                | 5024           |
| Newhits Records           |                                                                                        |                |
| 1963                      | White Parakeet / Midnight in Washington                                                | 5014           |
| Nicetown Records          |                                                                                        |                |
| 1963                      | Tandy / You Call Everybody Darling                                                     | 5025           |
| Apt Records               |                                                                                        |                |
| 1965                      | Burn that Candle / Stop, Look and Listen                                               | 25081          |
| 1965                      | Tongue Tied Tony / Haley a Go Go                                                       | 25087          |
| United Artists            |                                                                                        |                |
| 1968                      | That’s How I Got to Memphis / Ain’t Love Funny, Ha Ha Ha                               | 50483          |
| Kama Sutra Records        |                                                                                        |                |
| 1970                      | Framed / Rock Around the Clock                                                         | 508            |
| Janus Records             |                                                                                        |                |
| 1971                      | Travelin’ Band / A Little Piece at a Time                                              | J-162          |
| Radio Active Gold Records |                                                                                        |                |
| 1972                      | Shake, Rattle And Roll / Rock-a-Beatin’ Boogie                                         | RD 46          |
| 1972                      | See You Later Alligator / Rudy’s Rock                                                  | RD 47          |
| 1972                      | The Saints Rock and Roll / Skinny Minnie                                               | RD 48          |
| MCA Records               |                                                                                        |                |
| 1973                      | (We’re Gonna) Rock Around the Clock / Thirteen Women (And Only One Man in Town)        | 60025          |
| 1973                      | See You Later Alligator / Shake, Rattle And Roll                                       | 60067          |
| Arzee Records             |                                                                                        |                |
| 1978                      | Yodel Your Blues Away / Within This Broken Heart of Mine                               | AR-4677        |
| Buddah Records            |                                                                                        |                |
| 1984                      | Rock Around the Clock / Shake, Rattle and Roll                                         | BG 8           |
| Jukebox Records           |                                                                                        |                |
| 1990                      | Football Rock and Roll / Six Year Olds Can Rock and Roll                               | 1958           |

1. ↑  Cowboy 1701 wurde unter dem Pseudonym Reno Browne and Her Buckeroos veröffentlicht
2. ↑  Center 102 wurde unter dem Pseudonym Johnny Clifton and His String Band veröffentlicht

#### Original nicht veröffentlichte Titel
| Jahr                 | Titel | Katalog-Nr.    |
| Cowboy Records       | Cowboy Records                                                                                             | Cowboy Records |
| -------------------- | --- | -------------- |
| 1949                 | - Behind the Eight Ball - The Covered Wagon Rolled Right Along - Foolish Questions - Yodel Your Blues Away |                |
| Atlantic Records     | |                |
| 1950                 | - Loveless Blues - Teardrops From My Eyes                                                                  |                |
| Warner Bros. Records | |                |
| 1964                 | - Rock Around the Clock - Love Letters in the Sand                                                         | 5593           |

### UK
| Jahr                  | Titel (A-Seite / B-Seite)                                          | Katalog-Nr.       |
| Brunswick Records     | Brunswick Records                                                  | Brunswick Records |
| --------------------- | ------------------------------------------------------------------ | ----------------- |
| 1954                  | Thirteen Women / Rock Around the Clock                             | 05317             |
| 1954                  | Shake, Rattle and Roll / A.B.C. Boogie                             | 05338             |
| London Records        |                                                                    |                   |
| 1955                  | Green Tree Boogie / Sundown Boogie                                 | HFL8142           |
| 1955                  | I’ll Be True / Farewell, So Long, Goodbye                          | HFL8161           |
| 1955                  | Rockin’ Chair on the Moon / Ten Little Indians                     | HFL8142 / HFL8194 |
| Brunswick Records     |                                                                    |                   |
| 1955                  | Dim, Dim the Lights / Happy Baby                                   | 05373             |
| 1955                  | Mambo Rock / Birth of the Boogie                                   | 05405             |
| 1955                  | Razzle-Dazzle / Two Hound Dogs                                     | 05453             |
| 1955                  | Burn that Candle / Rock-a-Beatin’ Boogie                           | 05509             |
| Melodisc Records      |                                                                    |                   |
| 1956                  | Why Do I Cry Over You / I’m Gonna Dry Every Tear with a Kiss       | M1376             |
| Brunswick Records     |                                                                    |                   |
| 1956                  | See You Later, Alligator / Paper Boy                               | 05530             |
| 1956                  | R-O-C-K / The Saint’s Rock’n’Roll                                  | 05565             |
| 1956                  | Hot Dog Buddy Buddy / Rockin’ Through the Rye                      | 05582             |
| 1956                  | Rip It Up / Teenager’s Mother                                      | 05615             |
| 1956                  | Rudy’s Rock / Blue Comet Blues                                     | 05616             |
| London Records        |                                                                    |                   |
| 1957                  | Yes Indeed / Rock the Joint                                        | HAF8371           |
| Brunswick Records     |                                                                    |                   |
| 1957                  | Don’t Knock the Rock / Calling All Comets                          | 05640             |
| 1957                  | Hook, Line and Sinker / Goofin’ Around                             | 05641             |
| 1957                  | Forty Cups of Coffee / Choo Choo Ch’Boogie                         | 05658             |
| 1957                  | Billy Goat / Rockin’ Rollin’ Rover                                 | 05688             |
| 1957                  | Dipsy Doodle / Miss You                                            | 05719             |
| 1958                  | Mary, Mary Lou / It’s a Sin                                        | 05735             |
| 1958                  | Skinny Minnie / How Many?                                          | 05742             |
| 1958                  | Lean Jean / Don’t Nobody Move                                      | 05752             |
| 1958                  | Whoa Mabel / Chiquita Linda                                        | 05766             |
| London Records        |                                                                    |                   |
| 1958                  | Weekend / Better Believe It                                        | 8735              |
| Brunswick Records     |                                                                    |                   |
| 1959                  | Charmaine / I Got a Woman                                          | 05788             |
| 1959                  | Shaky / Caldonia                                                   | 05805             |
| 1959                  | Joey’s Song / Ooh! Look-a-There, Ain’t She Pretty                  | 05810             |
| 1960                  | Skokiaan / Puerto Rican Peddler                                    | 05818             |
| Warner Bros. Records  |                                                                    |                   |
| 1960                  | Tamiami / Candy Kisses                                             | 6                 |
| London Records        |                                                                    |                   |
| 1961                  | Spanish Twist / My Kind of Woman                                   | HLW 9471          |
| Stateside Records     |                                                                    |                   |
| 1963                  | Tenor Man / Up Goes My Love                                        | SS196             |
| Warner Bros. Records  |                                                                    |                   |
| 1964                  | Rock Around the Clock / Love Letters in the Sand                   | 133               |
| Brunswick Records     |                                                                    |                   |
| 1964                  | Happy Baby / Birth of the Boogie                                   | 05910             |
| 1964                  | The Green Door / Yeah, She’s Evil                                  | 05917             |
| MCA Records           |                                                                    |                   |
| 1968                  | (We’re Gonna) Rock Around the Clock / Shake, Rattle and Roll       | MU 1013           |
| Pye International     |                                                                    |                   |
| 1968                  | Crazy Man Crazy / Dance with a Dolly (With a Hole in Her Stockin’) | 7N 25455          |
| Sonet Records         |                                                                    |                   |
| 1971                  | Me and Bobby McGee / I Wouldn’t Have Missed It for the World       | SON2016           |
| 1974                  | Crazy, Man Crazy / Lawdy Miss Clawdy                               | SON2043           |
| MCA Records           |                                                                    |                   |
| 1974                  | See You Later Alligator / Rudy’s Rock                              | MCA 142           |
| Rollercoaster Records |                                                                    |                   |
| 1979                  | Rock the Joint / Fractured                                         | 2004              |
| Sonet Records         |                                                                    |                   |
| 1979                  | Hail, Hail Rock’n’Roll / Let the Good Times Roll Again             | SON2188           |
| 1979                  | Everyone Can Rock’n’Roll / I Need the Music                        | SON2194           |
| 1980                  | God Bless Rock’n’Roll / So Right Tonight                           | SON2202           |
| Thumbs Up Records     |                                                                    |                   |
| 1981                  | Rocket “88” / Tearstains on My Heart                               | 103               |
| MCA Records           |                                                                    |                   |
| 1981                  | Haley’s Golden Medley / A-B-C Boogie                               | MCA 694           |
| Old Gold Records      |                                                                    |                   |
| 1982                  | Rock Around the Clock / Thirteen Women                             | 9220              |
| 1982                  | See You Later Alligator / Shake, Rattle and Roll                   | 9221              |
| Revival Records       |                                                                    |                   |
| 1982                  | Rudy’s Rock / A.B.C. Boogie                                        | 6016              |
| Sonet Records         |                                                                    |                   |
| 1988                  | Shake Rattle and Roll / Hail Hail Rock and Roll                    | SON2339           |

### Deutschland
Haleys Essex-Aufnahmen wurden ab 1956 über London Records in Deutschland veröffentlicht.
| Jahr                 | Titel (A-Seite / B-Seite)                                             | Katalog-Nr.                    |
| Decca Records        | Decca Records                                                         | Decca Records                  |
| -------------------- | --------------------------------------------------------------------- | ------------------------------ |
| 1955                 | Crazy Man, Crazy / Whatcha Gonna Do?                                  | D17676                         |
| Brunswick Records    |                                                                       |                                |
| 1955                 | Rock Around the Clock / ABC Boogie                                    | 12031                          |
| 1955                 | Shake, Rattle and Roll / Dim, Dim the Lights                          | 12041                          |
| 1955                 | Mambo Rock / Happy Baby                                               | 12045                          |
| 1956                 | Razzle-Dazzle / Birth of the Boogie                                   | 12055                          |
| 1956                 | Burn that Candle / Rock-a-Beatin’ Boogie                              | 12059                          |
| 1956                 | See You Later, Alligator / Paper Boy                                  | 12060                          |
| 1956                 | R-O-C-K / Saint’s Rock’n’Roll                                         | 12065                          |
| 1956                 | Rip It Up / Teenager’s Mother                                         | 12071                          |
| London Records       |                                                                       |                                |
| 1956                 | Rocking Chair on the Moon / Ten Little Indians                        | 20032                          |
| 1957                 | Live It Up / Rock the Joint                                           | 20068                          |
| 1957                 | Farewell, So Long, Goodbye / Real Rock Drive                          | 20069                          |
| Brunswick Records    |                                                                       |                                |
| 1957                 | Don’t Knock the Rock / Choo Choo Ch’Boogie                            | 12082                          |
| 1957                 | Calling All Comets / Goofin’ Around                                   | 12083                          |
| 1957                 | Hot Dog Buddy Buddy / Hook, Line and Sinker                           | 12084                          |
| 1957                 | Rudy’s Rock / Blue Comet Blues                                        | 12090                          |
| 1957                 | Hide and Seek / Rockin’ Through the Rye                               | 12091                          |
| 1957                 | Forty Cups of Coffee / Two Hound Dogs                                 | 12092                          |
| London Records       |                                                                       |                                |
| 1957                 | Yes Indeed / Rock the Joint                                           | 20080                          |
| 1957                 | Pat-a-Cake / Fractured                                                | 20090                          |
| 1957                 | Crazy Man, Crazy / Whatcha Gonna Do?                                  | 20091                          |
| 1957                 | Green Tree Boogie / Sundown Boogie                                    | 20092                          |
| Brunswick Records    |                                                                       |                                |
| 1958                 | I’m Gonna Sit Right Down and Write Myself a Letter / The Dipsy Doodle | 12116                          |
| 1958                 | Skinny Minnie / Sway with Me                                          | 12127                          |
| 1958                 | Mary, Mary Lou / Piccadilly Rock                                      | 12133                          |
| 1958                 | Lean Jean / It’s a Sin                                                | 12141                          |
| 1958                 | Whoa Mabel / Chiquita Linda                                           | 12149                          |
| 1958                 | Come Rock with Me / Me Rock a Hula                                    | 12152                          |
| 1959                 | Corrine, Corrina / Marie                                              | 12154                          |
| 1959                 | Eloise / Ida, Sweet As Apple Cider                                    | 12168                          |
| 1959                 | I Got a Woman / Rockin’ Rollin’ Rover                                 | 12171                          |
| 1959                 | A Fool Such As I / Where Did You Go Last Night?                       | 12172                          |
| 1959                 | Charmaine / Sweet Sue, Just You                                       | 12176                          |
| 1959                 | Shaky / Caldonia                                                      | 12179                          |
| 1959                 | Ooh! Look-a-There, Ain’t She Pretty / Joey’s Song                     | 12186                          |
| 1959                 | Pretty Alouette / Vive la Rock’n’Roll                                 | 12191                          |
| 1960                 | Rockin’ Matilda / Rockin’ Rollin’ Schnitzlebank                       | 12199                          |
| 1960                 | Mack the Knife / Music! Music! Music!                                 | 12200                          |
| 1960                 | Dinah / Ida Sweet as Apple Cider                                      | 12201                          |
| 1960                 | New Rock the Roint / Rock Lomond                                      | 12210                          |
| 1960                 | Skokiaan / Strictly Instrumental                                      | 12217                          |
| 1960                 | Ain’t Misbehavin’ / Is It True What They Say About Dixie?             | 12221                          |
| 1961                 | Carolina in the Morning / Somebody Else Is Taking My Place            | 12226                          |
| Warner Bros. Records |                                                                       |                                |
| 1961                 | Candy Kisses / Tamiami                                                | A5145                          |
| 1961                 | Chick Safari / Hawk                                                   | A5154                          |
| 1961                 | Let the Good Times Roll, Creole / So Right Tonight                    | A5171                          |
| London Records       |                                                                       |                                |
| 1962                 | Spanish Twist / My Kind of Woman                                      | 20495                          |
| Columbia Records     |                                                                       |                                |
| 1964                 | Tenor Man / Up Goes My Love                                           | 22586                          |
| Roulette Records     |                                                                       |                                |
| 1964                 | Florida Twist / Lullaby of Birdland Twist                             | 21151                          |
| Decca Records        |                                                                       |                                |
| 1968                 | Rock Around the Clock / Shake, Rattle and Roll                        | DL80024                        |
| 1968                 | See You Later Alligator / Rock-A-Beatin' Boogie                       | DL80025                        |
| Vogue Records        |                                                                       |                                |
| 1968                 | See You Later Alligator / Skinny Minnie                               | 14758                          |
| 1968                 | Rock-A-Beatin’ Boogie / The Saints Rock And Roll                      | 14759                          |
| 1969                 | That’s How I Got to Memphis / Ain’t Love Funny, Ha Ha Ha              | 14881                          |
| 1971                 | Me and Bobby McGhee / Pink Eyed Pussycat                              | 11163                          |
| Polydor              |                                                                       |                                |
| 1971                 | Rock Around the Clock / See You Later Alligator                       | 2001 225 / 2135 006 / 2001 894 |
| MCA Records          |                                                                       |                                |
| 1972                 | Shake, Rattle And Roll / See You Later Alligator                      | 6276                           |
| 1972                 | (We’re Gonna) Rock Around the Clock / Skinny Minnie                   | 6343                           |
| Ariola               |                                                                       |                                |
| 1972                 | Rock Around the Clock / See You Later Alligator                       | 12 247 AT                      |
| Metronome Records    |                                                                       |                                |
| 1974                 | Whole Lotta Shakin’ Goin’ On / Rock And Roll Music                    | 25.580                         |
| Warner Bros. Records |                                                                       |                                |
| 1974                 | Rock Around The Clock / My Special Angel                              | 16 387                         |
| Bellaphon            |                                                                       |                                |
| 1974                 | Rock Around the Clock / See You Later Alligator                       | 18244 / 100-07-030             |
| MCA Records          |                                                                       |                                |
| 1977                 | Rock Around the Clock / Shake, Rattle and Roll                        | 32.012                         |
| 1978                 | See You Later, Alligator / Rip It Up                                  | 32.061                         |
| 1979                 | (We’re Gonna) Rock Around the Clock / See You Later, Alligator        | 101 785 / 259 548-7            |
| Sonet Records        |                                                                       |                                |
| 1979                 | Everyone Can Rock and Roll / Hail Hail Rock and Roll                  | 112.103                        |
| MCA Records          |                                                                       |                                |
| 1981                 | Haley’s Golden Medley / A-B-C Boogie                                  | 103 162                        |
| Strand Records       |                                                                       |                                |
| 1981                 | Rock Around the Clock / Rip It Up                                     | 6.12 997                       |
| MCA Records          |                                                                       |                                |
| 1981                 | Shake, Rattle And Roll / Rip It Up                                    | 259 555-7                      |

### Mexiko
| Jahr           | Titel (A-Seite / B-Seite)                                              | Katalog-Nr.   |
| Decca Records  | Decca Records                                                          | Decca Records |
| -------------- | ---------------------------------------------------------------------- | ------------- |
| 1954           | Rock Around the Clock (Meciendose Alrededor Del Reloj) / Trece Mujeres | 9-29124       |
| 1959           | I Got a Woman (Me Conseguf Una Mujer) / Charmaine                      | 9-30844       |
| Orfeon Records |                                                                        |               |
| 1961           | Twist Espanol / My Kind of Woman                                       | 1010          |
| 1961           | Cerca Del Mar / Tren Nocturno                                          | 1036          |
| 1961           | Florida Twist / Negra Consentida                                       | 1047          |
| 1961           | Caravana Twist / Actopan                                               | 1052          |
| 1961           | La Paloma / Siblando Y Caminando                                       | 1062          |
| 1961           | Bikini Twist / Rudy's Rock                                             | 1067          |
| 1961           | Mas Twist / Tampico Twist                                              | 1082          |
| 1962           | Twist Lento / Sonora Twist                                             | 1100          |
| 1962           | Martha / Tacos De Twist                                                | 1132          |
| 1962           | Jalisco Twist / Pueblo Del Twist                                       | 1169          |
| 1963           | Pure de Papas / Anoche                                                 | 1195          |
| 1963           | El Madison De La Esterella / Viajando Con El Madison                   | 1229          |
| 1963           | Avenida Madison / Reunion de Etiqueta                                  | 1243          |
| 1963           | Limbo Rock / Ana Maria                                                 | 1269          |
| 1964           | Adios Mariquita / El Quelite                                           | 1324          |
| 1964           | Mish Mash / Madero Y Gante                                             | 1333          |
| 1964           | El Sax Tartamudo / ?                                                   | 1370          |
| 1964           | Jimmy Martinez / Al Compas Del Reloj                                   | 1429          |
| 1965           | A Gusto Contigo / Mish Mash                                            | 1570          |
| 1966           | La Tierra De Las Mil Danzas / Estomago Caliente                        | 1825          |
| 1966           | Corrine, Corrina / B-Seite von Big Joe Turner                          | 1842          |
| 1966           | Rip It Up / Rock Around the Clock                                      | 1894          |
| 1966           | Estomago Caliente / A Tierra de Las Mil Danzas                         | 9001          |

## Chartplatzierungen

### Alben
| Jahr | Titel                    | Höchstplatzierung, Gesamtwochen/‑monate, AuszeichnungChartplatzierungen (Jahr, Titel, Platzierungen, Wochen/Monate, Auszeichnungen, Anmerkungen) | Höchstplatzierung, Gesamtwochen/‑monate, AuszeichnungChartplatzierungen (Jahr, Titel, Platzierungen, Wochen/Monate, Auszeichnungen, Anmerkungen) | Höchstplatzierung, Gesamtwochen/‑monate, AuszeichnungChartplatzierungen (Jahr, Titel, Platzierungen, Wochen/Monate, Auszeichnungen, Anmerkungen) | Höchstplatzierung, Gesamtwochen/‑monate, AuszeichnungChartplatzierungen (Jahr, Titel, Platzierungen, Wochen/Monate, Auszeichnungen, Anmerkungen) | Höchstplatzierung, Gesamtwochen/‑monate, AuszeichnungChartplatzierungen (Jahr, Titel, Platzierungen, Wochen/Monate, Auszeichnungen, Anmerkungen) | Anmerkungen                   |
| Jahr | Titel                    | DE | AT | CH | UK | US | Anmerkungen                   |
| ---- | ------------------------ | --- | --- | --- | --- | --- | ----------------------------- |
| 1955 | Shake, Rattle and Roll   | — | — | — | — | US5 (34 Wo.)US |                               |
| 1956 | Rock Around the Clock    | DE3 (6 Mt.)DE | — | — | UK2 (23 Wo.)UK | US12 (5 Wo.)US | Charteinstieg in DE erst 1968 |
| 1956 | Rock n’ Roll Stage Shows | — | — | — | UK1 (8 Wo.)UK | — |                               |
| 1957 | Rock the Joint           | — | — | — | UK4 (1 Wo.)UK | — |                               |

grau schraffiert: keine Chartdaten aus diesem Jahr verfügbar

### Singles
| Jahr | Titel Album                           | Höchstplatzierung, Gesamtwochen/‑monate, AuszeichnungChartplatzierungen (Jahr, Titel, Album, Platzierungen, Wochen/Monate, Auszeichnungen, Anmerkungen) | Höchstplatzierung, Gesamtwochen/‑monate, AuszeichnungChartplatzierungen (Jahr, Titel, Album, Platzierungen, Wochen/Monate, Auszeichnungen, Anmerkungen) | Höchstplatzierung, Gesamtwochen/‑monate, AuszeichnungChartplatzierungen (Jahr, Titel, Album, Platzierungen, Wochen/Monate, Auszeichnungen, Anmerkungen) | Höchstplatzierung, Gesamtwochen/‑monate, AuszeichnungChartplatzierungen (Jahr, Titel, Album, Platzierungen, Wochen/Monate, Auszeichnungen, Anmerkungen) | Höchstplatzierung, Gesamtwochen/‑monate, AuszeichnungChartplatzierungen (Jahr, Titel, Album, Platzierungen, Wochen/Monate, Auszeichnungen, Anmerkungen) | Anmerkungen                                                                        |
| Jahr | Titel Album                           | DE | AT | CH | UK | US | Anmerkungen                                                                        |
| ---- | ------------------------------------- | --- | --- | --- | --- | --- | ---------------------------------------------------------------------------------- |
| 1953 | Crazy Man Crazy –                     | — | — | — | — | US16 (6 Wo.)US |                                                                                    |
| 1954 | (Weʼre Gonna) Rock Around the Clock – | DE1 Platin · (14½ Mt.)DE | AT10 (1 Mt.)AT | — | UK1 (57 Wo.)UK | US1 (44 Wo.)US | Charteinstieg in DE + AT erst 1968 Wiedereinstiege im UK in den Jahren 1968 + 1974 |
| 1954 | Mambo Rock –                          | DE24 (2 Mt.)DE | — | — | UK14 (2 Wo.)UK | US18 (8 Wo.)US |                                                                                    |
| 1954 | A.B.C.-Boogie –                       | DE20 (2 Mt.)DE | — | — | — | — |                                                                                    |
| 1954 | Shake, Rattle and Roll –              | — | — | — | UK4 (14 Wo.)UK | US7 (27 Wo.)US |                                                                                    |
| 1954 | Dim Dim The Lights –                  | — | — | — | — | US11 (15 Wo.)US |                                                                                    |
| 1955 | Birth of the Boogie –                 | — | — | — | — | US26 (2 Wo.)US |                                                                                    |
| 1955 | Rock-a-Beatin’ Boogie –               | — | — | — | UK4 (9 Wo.)UK | US23 (17 Wo.)US |                                                                                    |
| 1955 | Razzle Dazzle –                       | — | — | — | UK13 (8 Wo.)UK | US15 (4 Wo.)US |                                                                                    |
| 1955 | Burn That Candle –                    | — | — | — | — | US20 (17 Wo.)US |                                                                                    |
| 1956 | See You Later, Alligator –            | DE14 (3 Mt.)DE | — | — | UK7 (21 Wo.)UK | US6 (19 Wo.)US |                                                                                    |
| 1956 | The Saints Rock ’n’ Roll –            | — | — | — | UK5 (24 Wo.)UK | US42 (10 Wo.)US |                                                                                    |
| 1956 | R-O-C-K –                             | — | — | — | — | US29 (14 Wo.)US |                                                                                    |
| 1956 | Hot Dog Buddy Buddy –                 | — | — | — | — | US60 (6 Wo.)US |                                                                                    |
| 1956 | Rockin’ Through the Rye –             | — | — | — | UK3 (23 Wo.)UK | US78 (3 Wo.)US |                                                                                    |
| 1956 | Rip It Up –                           | DE30 (1 Mt.)DE | — | — | UK4 (18 Wo.)UK | US30 (14 Wo.)US |                                                                                    |
| 1956 | Teenager’s Mother (Are You Right) –   | — | — | — | — | US68 (5 Wo.)US |                                                                                    |
| 1956 | Rock n’ Roll Stage Show (LP) –        | — | — | — | UK30 (1 Wo.)UK | — |                                                                                    |
| 1956 | Rudy’s Rock –                         | — | — | — | UK26 (5 Wo.)UK | US34 (13 Wo.)US |                                                                                    |
| 1957 | Rock the Joint –                      | — | — | — | UK20 (4 Wo.)UK | — |                                                                                    |
| 1957 | Don’t Knock the Rock –                | — | — | — | UK7 (8 Wo.)UK | — |                                                                                    |
| 1957 | Forty Cups of Coffee –                | — | — | — | — | US70 (4 Wo.)US |                                                                                    |
| 1957 | (You Hit the Wrong Note) Billy Goat – | — | — | — | — | US60 (7 Wo.)US |                                                                                    |
| 1958 | Skinny Minnie –                       | — | — | — | — | US22 (15 Wo.)US |                                                                                    |
| 1958 | Lean Jean –                           | — | — | — | — | US67 (1 Wo.)US |                                                                                    |
| 1959 | Joey’s Song –                         | — | — | — | — | US46 (12 Wo.)US |                                                                                    |
| 1960 | Skokiaan (South African Song) –       | — | — | — | — | US70 (6 Wo.)US |                                                                                    |
| 1981 | Haley’s Golden Medley –               | — | — | — | UK50 (5 Wo.)UK | — |                                                                                    |

grau schraffiert: keine Chartdaten aus diesem Jahr verfügbar

## Statistik

### Chartauswertung
|                     | DE    | AT    | CH    | UK    | US    |
| ------------------- | ----- | ----- | ----- | ----- | ----- |
| Nummer-eins-Alben   | DE—DE | AT—AT | CH—CH | UK1UK | US—US |
| Top-10-Alben        | DE1DE | AT—AT | CH—CH | UK3UK | US1US |
| Alben in den Charts | DE1DE | AT—AT | CH—CH | UK3UK | US2US |

|                       | DE    | AT    | CH    | UK     | US     |
| --------------------- | ----- | ----- | ----- | ------ | ------ |
| Nummer-eins-Singles   | DE1DE | AT—AT | CH—CH | UK1UK  | US1US  |
| Top-10-Singles        | DE1DE | AT1AT | CH—CH | UK8UK  | US3US  |
| Singles in den Charts | DE5DE | AT1AT | CH—CH | UK14UK | US23US |

### Auszeichnungen für Musikverkäufe
| Silberne Schallplatte - Vereinigtes Königreich - 1977: für das Album Collection |

Anmerkung: Auszeichnungen in Ländern aus den Charttabellen bzw. Chartboxen sind in ebendiesen zu finden.
| Land/RegionAuszeichnungen für Musikverkäufe (Land/Region, Auszeichnungen, Verkäufe, Quellen) | Silber  | Gold | Platin  | Verkäufe  | Quellen         |
| -------------------------------------------------------------------------------------------- | ------- | ---- | ------- | --------- | --------------- |
| Deutschland (BVMI)                                                                           | —       | —    | Platin1 | 1.000.000 | Einzelnachweise |
| Vereinigtes Königreich (BPI)                                                                 | Silber1 | —    | —       | 60.000    | bpi.co.uk       |
| Insgesamt                                                                                    | Silber1 | —    | Platin1 |           |                 |